# Brommella bishopi
Brommella bishopi là một loài nhện trong chi Brommella, họ Dictynidae.
Loài này được Ralph Vary Chamberlin và Willis J. Gertsch miêu tả năm 1958 dưới danh pháp Pagomys bishopi. Năm 1983, Brignoli chuyển nó sang chi Brommella.

## Phân bố
Loài này có tại Hoa Kỳ.